# 1941
1941. је била проста година.

## Догађаји

### Јануар
- 6. јануар. — Председник САД Френклин Рузвелт је у говору у Конгресу дефинисао амерички циљ о „четири слободе“: слободу говора, слободу религије, слободу од страха и слободу од сиромаштва.
- 22. јануар — Аустралијске и британске снаге су заузеле Тобрук од Италијана после 11 дана опсаде.

### Фебруар
- 3. фебруар — Немачка је силом поново поставила Пјера Лавала на дужност у окупираној Вишијевској Француској.
- 4. фебруар — Мађарски сабор је ратификовао приступање Мађарске Тројном пакту и уговор о вечном пријатељству са Југославијом.
- 14. фебруар — Прве јединице Афричког корпуса су стигле у Триполи.

### Март
- 1. март — Бугарска је у Другом светском рату приступила Тројном пакту.
- 2. март — Прве немачке јединице су ушле у Бугарску пошто се она придружила Тројном пакту.
- 4. март — Кнез Павле Карађорђевић у Берлину се састао са вођом нацистичке Немачке, Адолфом Хитлером.
- 4. март — Британски командоси су успешно извели операцију Клејмор на фабрике рибљег уља и глицерина на Лофотским острвима у окупираној Норвешкој.
- 6. март — Крунски савет Краљевине Југославије, у Другом светском рату донео одлуку да Југославија приступи Тројном пакту, под условом да јој Немачка и Италија гарантују неповредивост територије.
- 25. март — Драгиша Цветковић и Јоаким фон Рибентроп су у Бечу потписали протокол којим је Југославија приступила Тројном пакту.
- 27. март — Војним ударом је свргнут кнез Павле Карађорђевић и влада Драгише Цветковића и образована нова с генералом Душаном Симовићем на челу.
- 28. март — Британске поморске снаге у Другом светском рату нанеле тешке губитке италијанској морнарици у бици код рта Матапан.

### Април
- 5. април — Уговор о пријатељству и ненападању између Краљевине Југославије и СССР-а потписан у Москви у ноћи између 5. и 6. априла између представника Краљевине Југославије и Совјетског Савеза. Уговор је потписао народни комесар за спољне послове СССР-а Вјачеслав Молотов и изасланик Југославије у Москви Милан Гавриловић.
- 6. април — Немачке трупе су бомбардовањем Београда започеле напад на Југославију.
- 7—30. април — Битка за Грчку
- 10. април — У Загребу је, уз подршку нацистичке Немачке, проглашена Независна Држава Хрватска, на челу са усташким поглавником Антом Павелићем.
- 10. април — 
  - Након проглашења Независне Државе Хрватске, с одобрењем Немачке и под њиховом контролом, почело је формирање домобранства, по узору на Краљевско угарско-хрватско домобранство.
  - Комунистичка партија Југославије издала Проглас у ком позива народ да не прихвати окупациону власт и почне да прикупља оружје за предстојећу борбу. У ту сврху, при Централном комитету КПЈ формиран је Војни комитет.

- 12. април — Немачке трупе у Другом светском рату ушле у Београд.
- 17. април — капитулација Југословенске војске
- 17. април — Поручници бојног брода Краљевске ратне морнарице Југославије Милан Спасић и Сергеј Машера потопили су у Тиватском заливу разарач „Загреб“ како не би пао у руке Италијанима.
- 19. април — Бугарска војска је, користећи Априлски рат ушла на територију Краљевине Југославије и заузео читаву територију данашње Северну Македонију и неке области источне Србије које је, са грчком западном Тракијом и источном Македонијом 14. маја припојила Бугарској.
- 21. и 22. април — Покољ у Панчеву 1941. су извршиле немачке окупационе снаге потпомогнуте локалним фолксдојчерима у Панчеву над српским становништвом Панчева и околине. Убијено је 36 људи, од тога 35 мушкараца и једна жена.
- 25. април —  Српски патријарх Гаврило Дожић ухапшен је од стране окупационе немачке власти у манастиру Острог. Пребацили су га преко Сарајева до Београда. На путу је патријарх мучен, кињен, малтретиран, изгладњиван и понижаван. Смештен је у затвор бившег Окружног суда Београда, где је остао све до 5. маја 1941. године. Послије извесног времена био је притворен у манастиру Раковицу, а затим у манастиру Војловицу, где је, заједно са епископом жичким Николајем, држан под јаком стражом.
- 30. април — Независна Држава Хрватска донела је закон о расној припадности на основу којег су почели прогони Срба, Јевреја и Рома.

### Мај
- 2. мај — Уједињено Краљевство је започело Англо-ирачки рат да би вратило на власт регента Абдулу Илаха збаченог у државном удару.
- 10. мај — Хитлеров заменик Рудолф Хес спустио се падобраном у Шкотску у намери да почне мировне преговоре и ухапшен.
- 10. мај — Усташе извршиле покољ Срба у Глини.
- 11. мај — Пуковник Драгољуб Михаиловић, са групом војника и официра, избегао заробљеништво и стигао на планину Равна Гора, у западној Србији.
- 18. мај — Римски уговори (1941) Фашистичка Италија и марионетска Независна Држава Хрватска (НДХ), након осовинске инвазије на Југославију су уговорима одредили границе између Италије и НДХ, тако да Италија узима територију Краљевине Југославије уз Јадранско и организује је као Гувернаторат Далмација. Остале одредбе уговора у великој мери су потчиниле НДХ италијанским интересима у питањима одбране, иностране политике и привреде и делотворно поставиле НДХ у положај квазипротектората.
- 20. мај — Немачки падобранци извршили су инвазију на Крит.
- 24. мај — Немачки ратни брод „Бизмарк“ у Другом светском рату потопио британски бојни брод „Худ“ при чему су од 1.422 морнара су преживела три.
- 27. мај — Британска морнарица је потопила у Другом светском рату немачки бојни брод "Бизмарк", при чему је погинуло је 2.300 људи.
- 27. мај — У Солунском заливу потонуо је грчки брод „Хелена Канавариоти“ којим су Немци превозили заробљене југословенске официре. Међу погинулима је био и генерал Јован М. Јовановић.[1]

### Јун
- 5. јун — Експлодирало је спремиште муниције немачке војске у Смедеревској тврђави, услед чега је погинуло око 2000 људи, а Смедерево разрушено.
- 8. јун — Британске снаге и јединице Слободне Француске у Другом светском рату извршиле инвазију на Сирију да би спречиле оснивање база сила Осовине.
- 14. јун — Амерички председник Двајт Ајзенхауер је потписао закон којим су речи под Богом додати у заклетву застави САД.
- 22. јун — Почела операција Барбароса (на слици), у Другом светском рату, у којој су Хитлерове трупе с више од 150 дивизија напале Совјетски Савез дуж целе граничне линије између Балтичког и Црног мора.
- 25-29. јун — Погром у Каунасу
- 27. јун — КПЈ формирала Главни штаб народноослободилачких партизанских одреда Југославије

### Јул
- 4. јул — У Београду, у вили Владислава Рибникара, одржана седница Политбироа Централног комитета Комунистичке партије Југославије на којој је донесена одлука о подизању устанка против окупатора.
- 7. јул — Жикица Јовановић Шпанац је убио два жандарма у селу Бела Црква, што се узело за почетак устанка у Србији против немачке окупације.
- 12. јул — На Петровданском сабору Цетињу је у Другом светском рату проглашена квислиншка суверена и независна Црна Гора под протекторатом фашистичке Италије.
- 13. јул — У Црној Гори је почео Тринаестојулски устанак против италијанског окупатора.
- 22. јул — Почео устанак у Словенији
- 27. јул — Нападом герилских одреда под вођством комуниста на Срб, Дрвар и Босанско Грахово почео је организовани устанак у Босни и Херцеговини и Хрватској.
- 26. јул — Председник САД Френклин Делано Рузвелт „замрзао“ сву јапанску имовину у САД и тиме обуставио америчко-јапанску трговину.
- 28. јул — У одмазди за пожаре у немачким гаражама Немци у Београду у Другом светском рату стрељали више од 120 људи, махом Срба, Јевреја, комуниста и њихових симпатизера.
- 29. јул  —  Илиндански покољ санских Срба. Санске усташе су у ноћи између 29. и 30. јула убили ухапшене Србе смјештене у житном магацину и у непосредној близини на Алагића пољу, на обали реке Сане. Остали ухапшени, смештени у објектима у центру града, одвођени су на православно гробље Шушњар у Крухарима, око три километра удаљеним од центра града и ту ликвидирани.

### Август
- 6. август — Усташе су убиле око 600 становника села Пребиловци, углавном жена, деце и стараца.
- 14. август — Британски премијер Винстон Черчил и председник САД Френклин Рузвелт потписали су Атлантску повељу, којом су се заложили за право сваког народа да изабере власт у својој земљи и да се изјашњава о територијалним променама.
- 15. август — Масакр у Скели Немачко масовно стрељање српског становништва села Скела, код Обреновца. Борци Посавског партизанског одреда убили су немачког команданта града Шапца и његову оружану пратњу, због чега су Немци за одмазду стрељали 56 људи из Београда и Скеле, а село спалили.
- 17. август — Немци су у Другом светском рату обесили на Теразијама у центру Београда тела петорице српских родољуба.
- 21. август — Први затвореници су допремљени у систем логора Јасеновац.
- 22. август — Из затвора у Сремској Митровици побегла су 32 политичка затвореника, већином чланова КПЈ.
- 29. август — У Београдy нацистичке Немачке формирала Влада народног спаса на челу са генералом Миланом Недићем
- 31. август — 
  - Битка за Лозницу 1941. - Четнички официр, Веселин Мисита, са својим снагама напао немачки гарнизон у Лозници и натерао га на капитулацију.
  - Битка на Завлаци је најзначајнији окршај који је уследио после ослобођења Лознице. Четници су се сукобили са једном четом Немаца у јачину од 207 војника под командом капетана фон дер Оленица, који је кренуо из Ваљева у помоћ нападнутом гарнизону у Лозници. Та јединица се сукобила код Осечине са мањом групом четника и успела да се пробије до Завлаке. На Завлаци се налазио капетан Драја Јеремић са његовим батаљоним који је примио борбу са Немцима.

### Септембар
- 1. септембар — Битка за Бању Ковиљачу (1. - 6. септембар) између четника и партизана на једној и Немаца на другој страни. Одмах након ослобођења Лознице 31. августа 1941. организован је напад на Немце у Бањи Ковиљачи, извршио је Јадарски четнички одред. Немци су заједно са усташама из Босне вршили демонстративне нападе према Лозници.
- 2. септембар — Битка за Крупањ започела устаничка борба партизана и четника за ослобођење Крупња од Немаца током устанка у Србији.
- 8. септембар — Немци су у Другом светском рату почели опсаду Лењинграда и одсекли га од остатка Совјетског савеза.
- 16. септембар — Јосип Броз Тито, вођа КПЈ, прешао из Београда на ослобођену територију у западној Србији. Тога дана, немачка управа у Србији наредила да се за једног немачког мртвог војника стреља 100 Срба, а за рањеног 50.
- 16. септембар — Ирански шах Реза Шах Пахлави абдицирао у корист 22-годишњег принца Мохамеда Резе Пахлавија.
- 19. септембар — Јосип Броз Тито и Драгољуб Михаиловић састали се у селу Струганик како би уговорили заједничку борбу против нацистичког окупатора
- 23. септембар — Битка за Крушевац  између устаника (четника и партизана) и Немаца. Губици Немаца били су 4 мртва официра, 22 мртва војника и 80 рањених. Губици ЈВуО 16 погинулих, 73 рањених и 7 погинулих грађана. Немци су убрзо стрељали у знак одмазде на Багдали око 80 српских цивила.
- 24. септембар — Операција Мачва или Операција чишћења лука Сава — Дрина, велика немачка операција против устаничког жаришта у области Мачве и Шапца, током устанка у Србији 1941.
- 29. септембар — Борбе за Горњи Милановац 1941. повели су заједно партизани и четници против немачког окупатора, а потом и међусобно. У борбама против немачког гарнизона учествовали су делови Чачанског партизанског одреда и Таковског четничког одреда.

### Октобар
- 1. октобар —  Ослобођење Чачка заједничка партизанско-четничка акција. Немци су се рано ујутро 1. октобра 1941. повукли из Чачка, а у град су без борбе ушле партизанско-четничке снаге. Потом је формирана заједничка команда места.
- 9. — 31. октобар —   Опсада Краљева заједнички подухват четничких и партизанских снага против немачког гарнизона у Краљеву.
- 14. октобар —  Операција Ото 1941. јединице Нацистичке Немачке покренуле су операцију са циљем пробоја снага од Крушевца у помоћ опкољеном гарнизону у Краљеву. На том путу сукобили су се са јединицама ЈВуО и партизана.
- 14. октобар — У Краљеву нацисти и њихови помагачи извршили велики масакр над цивилним становништвом.
- 15. октобар — Стрељање у Вранићу 1941. је део оружане акције немачког 125. пешадијског пука у околини Београда у склопу репресивних мера предузетих ради сузбијања развоја устанка у Србији.
- 21. октобар — Немци су у Крагујевцу у Другом светском рату стрељали неколико хиљада цивила, међу којима и ученике крагујевачке гимназије.

### Новембар
- 2. новембар — Битка на Трешњици вођена је између партизанских и четничких одреда и била је прва већа борба између четника и партизана. Ова битка представља отпочињање отвореног сукоба између формација под командом Јосипа Броза Тита и пуковника Драгољуба Михаиловића и подразумева престанак двомесечне делимичне сарадње између партизанског и равногорског четничког покрета на подручју западне и централне Србије.
- 7. новембар — У Ужицу, центру слободне територије, у присуству Тита изведена кратка парада партизанских јединица у част годишњице Октобарске револуције
- 25. новембар — Погинуло је 848 британских морнара када је немачка подморница потопила британски ратни брод "Барам" у Другом светском рату.
- 29. новембар — Након вишедневних напада немачких снага и њихових помагача, сломљена Ужичка република - слободна територија у којој је живело око милион људи. По Титовом наређењу, партизански борци на брду Кадињача држали одступницу Врховном штабу и цивилном становништву како би се они на време извукли из Ужица.

### Децембар
- 1. децембар — Црногорски НОП одред за операције у Санџаку, под командом Арса Јовановића, извршио напад на италијански гарнизон у Пљевљима. После тешких борби партизани су били приморани да се, уз тешке губитке, од око 500 погинулих и рањених, повуку из Пљеваља. (види Пљеваљска битка)
- 4. децембар — Операција Михаиловић завршна немачка антигерилска офанзива у сламању Четничких одреда Југословенске војске на челу са пуковником Драгољубом Михаиловићем на простору Шумадије у окупираној Србији, од 4. до 9. децембра 1941. године.
- 7. децембар — Јапански авиони напали су америчку поморску базу у Перл Харбору на Хавајима и уништили велики број авиона и бродова.
- 8. децембар — Јапан је истовремено извршио инвазију на Малају, Тајланд, Хонгконг, Филипине и Холандску источну Индију.
- 19. децембар — Тројица ронилаца на људским торпедима Италијанске морнарице су детонирали магнетне мине на британским бродовима у Александрији, онеспособивши два бојна брода.
- 19. децембар — После неуспеле офанзиве на Москву, Адолф Хитлер сменио команданта немачких копнених трупа фелдмаршала Валтера фон Браухича и лично преузео команду над армијом.
- 21. децембар — У босанском месту Рудо формирана Прва пролетерска НОУ бригада.

## Рођења

### Јануар
- 1. јануар — Ева Рас, српска глумица, књижевница и сликарка
- 8. јануар — Грејам Чепмен, енглески комичар, глумац, сценариста и писац (прем. 1989)
- 9. јануар — Џоун Бајз, америчка музичарка и активисткиња
- 11. јануар — Жерсон, бразилски фудбалер
- 14. јануар — Феј Данавеј, америчка глумица
- 14. јануар — Милан Кучан, словеначки политичар, 1. председник Словеније (1991—2002)
- 21. јануар — Пласидо Доминго, шпански оперски певач
- 30. јануар— Дик Чејни, амерички политичар, 45. потпредседник САД

### Фебруар
- 8. фебруар — Ник Нолти, амерички глумац, продуцент и модел

### Март
- 3. март — Недељко Билкић, босанскохерцеговачко-српски певач
- 12. март — Јосип Скоблар, хрватски фудбалер и фудбалски тренер
- 14. март — Волфганг Петерсен, немачки редитељ, сценариста и продуцент (прем. 2022)
- 15. март — Душан Голумбовски, српски глумац, ТВ водитељ, певач и публициста (прем. 2016)
- 16. март — Бернардо Бертолучи, италијански редитељ и сценариста (прем. 2018)
- 22. март — Бруно Ганц, швајцарски глумац (прем. 2019)
- 26. март — Ричард Докинс, енглески етолог, еволутивни биолог и писац
- 27. март — Мики Јевремовић, српски певач (прем. 2017)

### Април
- 4. април — Петар Краљ, српски глумац (прем. 2011)
- 7. април — Горден Кеј, енглески глумац и певач (прем. 2017)
- 8. април — Вивијен Вествуд, енглеска модна дизајнерка и предузетница (прем. 2022)
- 11. април — Љубо Шкиљевић, српски глумац. (прем. 1999)
- 12. април — Боби Мур, енглески фудбалер и фудбалски тренер (прем. 1993)
- 14. април — Џули Кристи, енглеска глумица
- 16. април — Неда Спасојевић, српска глумица (прем. 1981)
- 20. април — Рајан О’Нил, амерички глумац (прем. 2023)
- 20. април — Мустафа Хасанагић, југословенски фудбалер и фудбалски тренер (прем. 2023)
- 23. април — Ари ден Хартог, холандски бициклиста (прем. 2018)
- 26. април — Клодин Оже, француска глумица (прем. 2019)
- 28. април — Ен-Маргрет, шведско-америчка глумица, певачица и плесачица
- 28. април — Лисјен Емар, француски бициклиста

### Мај
- 6. мај — Ивица Осим, босанскохерцеговачки фудбалер и фудбалски тренер (прем. 2022)
- 13. мај — Ричи Валенс, амерички музичар (прем. 1959)
- 13. мај — Ана Карић, хрватска глумица (прем. 2014)
- 18. мај — Миријам Марголис, енглеско-аустралијска глумица
- 19. мај — Нора Ефрон, америчка новинарка, списатељица, редитељка, сценаристкиња и продуценткиња (прем. 2012)
- 19. мај — Тања Малет, енглески модел и глумица (прем. 2019)
- 23. мај — Јован Аћин, српски редитељ и сценариста (прем. 1991)
- 23. мај — Дејан Патаковић, српски новинар, карикатуриста и хумориста (прем. 2019)
- 24. мај — Боб Дилан, амерички музичар, писац и песник
- 24. мај — Владимир Цветковић, српски кошаркаш и спортски функционер

### Јун
- 2. јун — Чарли Вотс, енглески музичар, најпознатији као бубњар групе The Rolling Stones (прем. 2021)
- 2. јун — Стејси Кич, амерички глумац
- 7. јун — Станислава Пешић, српска глумица (прем. 1997)
- 9. јун — Џон Лорд, енглески музичар и композитор, најпознатији као клавијатуриста (прем. 2012)
- 10. јун — Јирген Прохнов, немачки глумац
- 12. јун — Чик Корија, амерички џез музичар и композитор, најпознатији као пијаниста и клавијатуриста (прем. 2021)
- 18. јун — Роже Лемер, француски фудбалер и фудбалски тренер
- 20. јун — Стивен Фрирс, енглески редитељ и продуцент
- 22. јун — Мајкл Лернер, амерички глумац (прем. 2023)
- 27. јун — Кшиштоф Кјешловски, пољски редитељ и сценариста (прем. 1996)

### Јул
- 16. јул — Мишо Ковач, хрватски певач
- 25. јул — Тимоти Џон Бајфорд, енглеско-српски редитељ, сценариста, преводилац и глумац (прем. 2014)
- 29. јул — Дејвид Ворнер, енглески глумац (прем. 2022)
- 29. јул — Тома Фила, српски адвокат

### Август
- 7. август — Владислав Лучић, српски кошаркаш и кошаркашки тренер
- 14. август — Дејвид Крозби, амерички музичар (прем. 2023)
- 14. август — Вида Огњеновић, српска књижевница, редитељка, драматуршкиња и дипломаткиња
- 20. август — Слободан Милошевић, српски политичар и правник, председник Србије (1989—1997) и Председник Србије и Црне Горе (1997—2000) (прем. 2006)
- 20. август — Стеван Остојић, српски фудбалер и фудбалски тренер (прем. 2022)
- 24. август — Паола Питагора, италијанска глумица
- 27. август — Сезарија Евора, музичарка са Зеленортских Острва (прем. 2011)
- 29. август — Бора Дрљача, српски певач (прем. 2020)

### Септембар
- 8. септембар — Берни Сандерс, амерички политичар
- 9. септембар — Отис Рединг, амерички соул музичар (прем. 1967)
- 14. септембар — Богдан Тирнанић, српски новинар, публициста, филмски критичар и глумац (прем. 2009)
- 15. септембар — Флоријан Алберт, мађарски фудбалер и фудбалски тренер (прем. 2011)
- 19. септембар — Кес Елиот, америчка певачица и глумица, најпознатија као чланица групе The Mamas and the Papas (прем. 1974)
- 26. септембар — Раде Петровић, српски певач (прем. 2024)

### Октобар
- 3. октобар — Чаби Чекер, амерички певач и плесач
- 4. октобар — Ен Рајс, америчка књижевница (прем. 2021)
- 13. октобар — Пол Сајмон, амерички музичар и глумац
- 25. октобар — Ен Тајлер, америчка списатељица
- 31. октобар — Сали Киркланд, америчка глумица

### Новембар
- 5. новембар — Арт Гарфанкел, амерички певач, песник и глумац, најпознатији као члан дуа
- 20. новембар — Живко Николић, црногорски редитељ и сценариста (прем. 2001)
- 22. новембар — Том Конти, шкотско енглески глумац
- 23. новембар — Франко Неро, италијански глумац
- 24. новембар — Пит Бест, енглески музичар, најпознатији као првобитни бубњар групе
- 27. новембар — Еме Жаке, француски фудбалер и фудбалски тренер
- 27. новембар — Дуња Ланго, српско-хрватска новинарка, ТВ водитељка и глумица (прем. 2015)
- 27. новембар — Еди Рабит, амерички музичар (прем. 1998)

### Децембар
- 7. децембар — Мане Бајић, српски фудбалер (прем. 1994)
- 8. децембар — Џеф Херст, енглески фудбалер и фудбалски тренер
- 9. децембар — Бо Бриџиз, амерички глумац, редитељ и продуцент
- 15. децембар — Владан Живковић, српски глумац (прем. 2022)
- 21. децембар — Радослав Бечејац, српски фудбалер
- 25. децембар — Гидо Рејбрук, белгијски бициклиста
- 31. децембар — Сара Мајлс, енглеска глумица
- 31. децембар — Алекс Фергусон, шкотски фудбалер и фудбалски тренер

## Смрти

### Јануар
- 13. јануар — Џејмс Џојс, ирски писац. (* 1882)
- 29. јануар — Јоанис Метаксас, грчки генерал и диктатор

### Фебруар
- 15. фебруар — Гвидо Адлер, аустријски музиколог (* 1855)
- 21. фебруар — Фредерик Бантинг, канадски научник. (* 1891)
- 28. фебруар — Алфонсо XIII од Шпаније, шпански краљ

### Март
- 18. март — Анри Корне, француски бициклиста. (*1884)

### Април
- 3. април — Пал Телеки, мађарски политичар
- 5. април — Парвин Етесами, иранска песникиња

### Мај
- 27. мај — Ернст Линдеман, немачки капетан

### Јун
- 4. јун — Вилхелм II Немачки, немачки цар

### Јул
- 9. јул — Божидар Аџија, југословенски политичар. (* 1890)
- 24. јул — Рудолф Рамек, аустријски политичар. (* 1881)
- 31. јул — Соња Маринковић, народни херој Југославије

### Август
- 7. август — Рабиндранат Тагор, индијски писац и филозоф. (* 1861)
- 14. август —Пол Сабатје, француски хемичар, добитник Нобелове награде

### Октобар
- 20. октобар — Марко Орешковић, хрватски комуниста и народни херој. (*1895)

### Новембар
- 27. новембар — Нада Пурић, народни херој Југославије. (*1903)

## Нобелове награде
- Физика — Награда није додељена
- Хемија — Награда није додељена
- Медицина — Награда није додељена
- Књижевност — Награда није додељена
- Мир — Награда није додељена
- Економија — Награда у овој области почела је да се додељује 1969. године